# Eurytoma flavovultus
Eurytoma flavovultus is een vliesvleugelig insect uit de familie Eurytomidae. De wetenschappelijke naam is voor het eerst geldig gepubliceerd in 1957 door Bugbee.